# Salishicetus
Salishicetus — це вимерлий рід вусатих китів пізнього олігоцену, виявлений у штаті Вашингтон з одним видом: S. meadi. Подібно до інших стародавніх вусатих китів, салішицет мав зуби, які використовував їх або для годування, або для лову великої здобичі. Назва стосується Салішського моря, поблизу якого він був знайдений, яке саме вшановує племена Саліш з тихоокеанського північно-західного регіону.